# 東日本大震災に伴う海区漁業調整委員会及び農業委員会の委員の選挙の臨時特例に関する法律
東日本大震災に伴う海区漁業調整委員会及び農業委員会の委員の選挙の臨時特例に関する法律（ひがしにほんだいしんさいにともなうかいくぎょぎょうちょうせいいいんかいおよびのうぎょういいんかいのいいんのせんきょのりんじとくれいにかんするほうりつ、平成23年5月2日法律第44号）は、東北地方太平洋沖地震およびこれに伴う原子力発電所の事故による災害の影響のため選挙を適正に行うことが困難と認められる県の海区漁業調整委員会および農業委員会の選挙の特例に関する法律である。